# Andrés Héctor Carvallo
Andrés Héctor Carvallo Acosta (Asunción, 8 novembre 1862 – Asunción, 16 agosto 1934) è stato un politico paraguaiano, appartenente ai conservatori. Fu presidente del Paraguay per alcuni mesi nel 1902..
Carballo non assunse atteggiamenti spettacolari (tipici dei politici del suo tempo), né si conoscono i suoi dati biografici: si sa che nel 1887 partecipò alla fondazione dell'Associazione Nazionale Repubblicana - Partido Colorado (il partito conservatore paraguaiano) e che nel 1891 gli fu affidata la segreteria della commissione direttiva del partito. Eletto senatore (1897), nel 1898 fu eletto vicepresidente della Repubblica con Emilio Aceval.
Dopo il golpe del 9 gennaio 1902, guidato dai generali Bernardino Caballero (il fondatore dell'ANR) e Patricio Escobar e dal colonnello Juan Antonio Escurra,  che rovesciò Aceval e costò la vita al senatore Facundo Insfrán (ucciso nell'aula del Senato), Carvallo assunse la presidenza della Repubblica fino alla fine della legislatura (25 novembre 1902). Nei primi giorni del suo governo riformò l'istruzione superiore e secondaria.